# Medusa (pictură de Leonardo da Vinci)

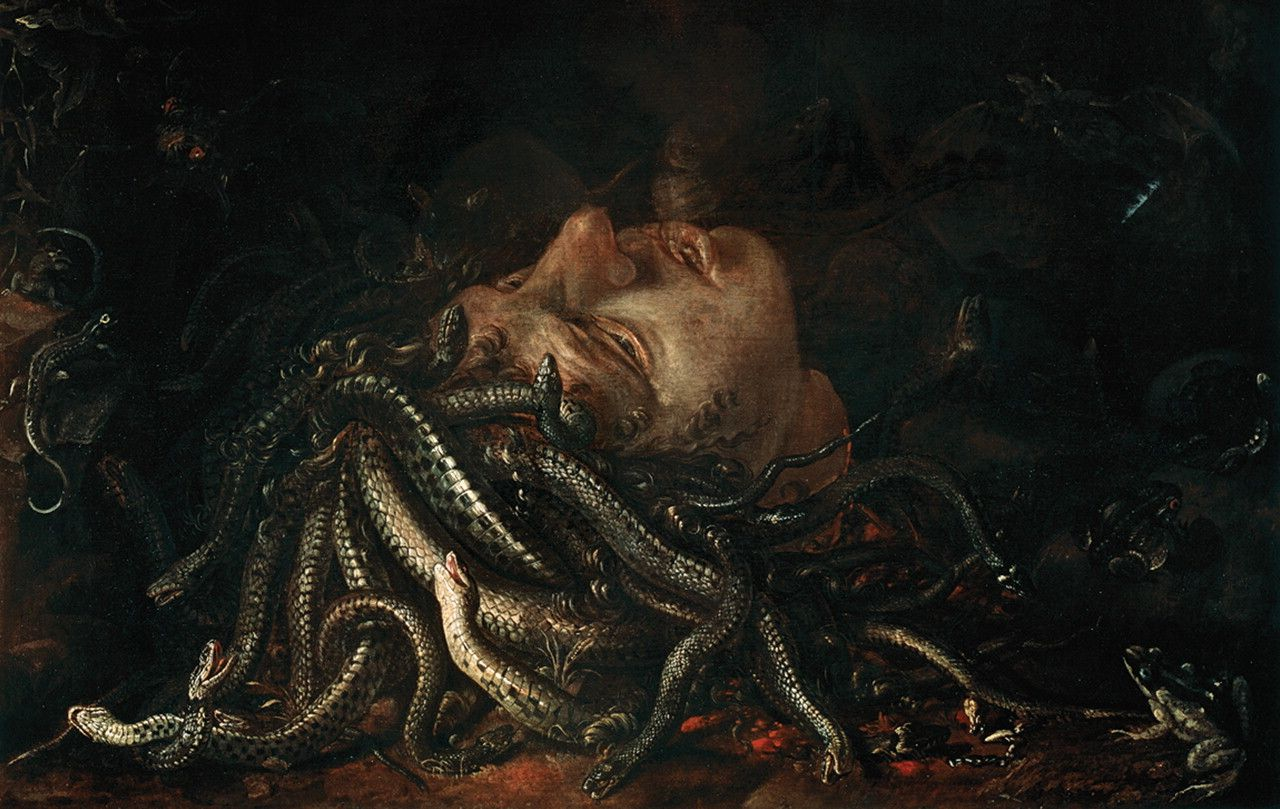
Capul Medusei - realizată de un pictor flamand, cca 1600; Galeria Uffizi

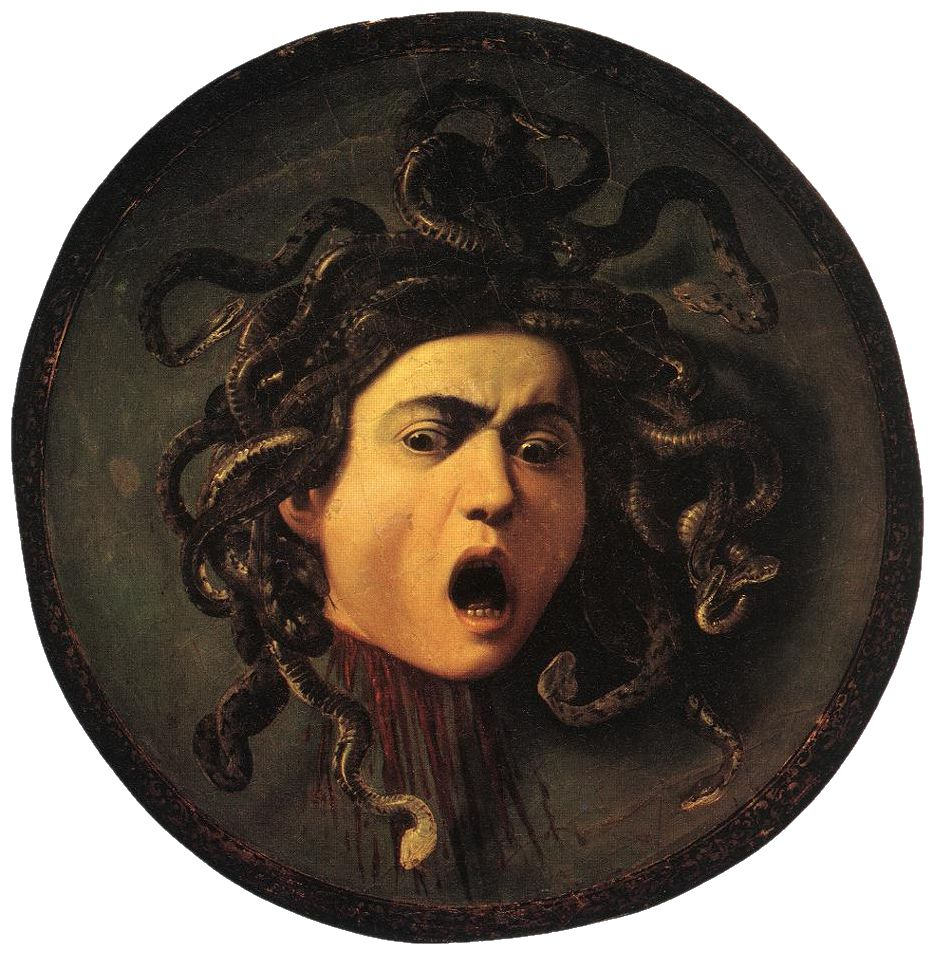
Versiunea lui Caravaggio realizată în 1597 aflată la Galeria uffizi

Medusa este o operă alcătuită din două versiuni realizate de Leonardo da Vinci. Picturile sunt descrise de Giorgio Vasari, prima în Vita di Leonardo (1568). Niciuna dintre picturi nu a supraviețuit până astăzi.

## Prima versiune

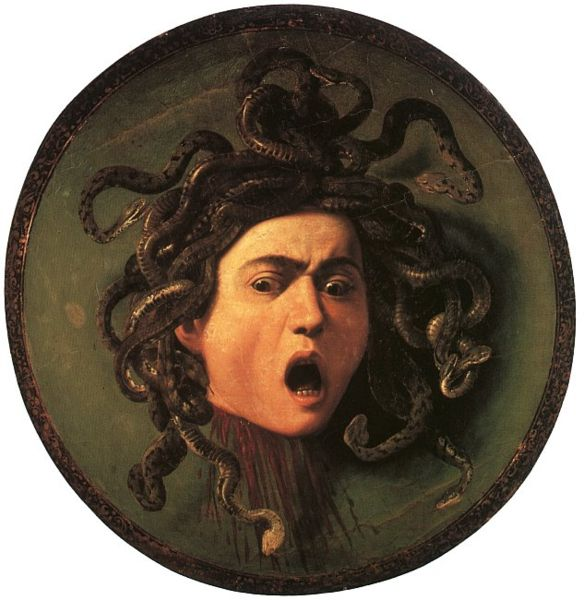
Medusa, de Caravaggio, probabil o copie a operei lui Leonardo.

În Vita di Leonardo (1568), Vasari relatează că, în tinerețe, Leonardo a reprezentat capul Meduzei pe un scut de lemn, la cererea tatălui său, Ser Piero da Vinci:
„Se spune că Ser Piero da Vinci, la vila sa, a fost rugat ca favoare de către un țăran, care făcuse un scut cu propriile mâini dintr-un smochin pe care îl tăiase de pe moșie, să-l ducă la Florența pentru a fi pictat, ceea ce a făcut foarte de bunăvoie, deoarece țăranul era foarte priceput la prins păsări și pescuit, iar Ser Piero îl folosea mult în aceste îndeletniciri. Așadar, după ce l-a dus la Florența, fără să-i spună un cuvânt lui Leonardo despre a cui era, i-a cerut să picteze ceva pe el. Leonardo, într-o zi, luând acest scut în mâini și văzându-l strâmb, prost făcut și grosolan, l-a îndreptat la foc și, dându-l unui rotar, din lucrul rudimentar și grosolan care era, l-a făcut neted și uniform.

Și apoi, după ce i-a aplicat un strat de gesso, l-a pregătit în felul său și a început să se gândească la ce ar putea picta pe el, ceva care să înspăimânte pe oricine ar privi, producând același efect pe care îl avea odinioară capul Meduzei. În acest scop, Leonardo a adus în camera sa, unde nu intra nimeni altcineva, șopârle mari și mici, greieri, șerpi, fluturi, lăcuste, lilieci și alte animale ciudate de acest fel (unele dintre aceste animale le-a disecat), și dintr-o combinație variată a acestora, a format o creatură uriașă, urâtă și înfricoșătoare, care emitea un suflu otrăvitor și transforma aerul în flăcări; a pictat-o ieșind dintr-o stâncă întunecată și zimțată, scuipând venin din gâtul său deschis, foc din ochi și fum din nări, într-un mod atât de ciudat încât părea o creatură monstruoasă și înfricoșătoare; și a lucrat atât de mult la ea încât mirosul animalelor moarte în acea cameră era insuportabil, dar Leonardo nu l-a simțit, atât de mare era dragostea sa pentru artă.
Lucrarea fiind terminată, deși nu mai era cerută nici de țăran, nici de tatăl său, Leonardo i-a spus acestuia din urmă că poate să vină să ia scutul oricând dorește, deoarece pentru el era terminat. Așadar, într-o dimineață, Ser Piero s-a dus la camera pentru scut și, după ce a bătut la ușă, Leonardo i-a deschis, spunându-i să aștepte puțin; și, întorcându-se în cameră, a așezat scutul într-o lumină bună pe șevalet și l-a pus lângă fereastră pentru a crea o lumină difuză, apoi l-a invitat să intre pentru a-l vedea. Ser Piero, la prima privire, surprins, a tresărit, necrezând că era scutul și nici doar pictura formei pe care o vedea pe el, și, făcând un pas înapoi, Leonardo l-a oprit, spunând: "Această lucrare servește scopului pentru care a fost făcută; ia-l și du-l, pentru că acesta este efectul pe care trebuia să-l producă."

Aceasta i s-a părut lui Ser Piero un adevărat miracol și a lăudat foarte mult ingeniozitatea lui Leonardo; apoi, cumpărând în secret de la un negustor un alt scut, pictat cu o inimă străpunsă de o săgeată, l-a prezentat țăranului, care i-a rămas recunoscător toată viața. Ulterior, Ser Piero a vândut scutul lui Leonardo în secret unor comercianți din Florența pentru o sută de ducați; și în scurt timp a ajuns în mâinile Ducelui de Milano, fiind vândut de către acești comercianți pentru trei sute de ducați.”
Deși istoricii de artă au pus la îndoială veridicitatea acestei anecdote, se spune că scutul lui Leonardo (de mult pierdut) a inspirat mai mulți pictori de la începutul secolului al XVII-lea care ar fi putut să-l vadă în colecția lui Ferdinand I de Medici. Rubens și Caravaggio sunt cunoscuți că au pictat versiunile lor ale subiectului, dar legătura lor cu pictura lui Leonardo (presupunând că au văzut-o) este incertă și potențial imposibil de cunoscut.

## Pictura de la Uffizi

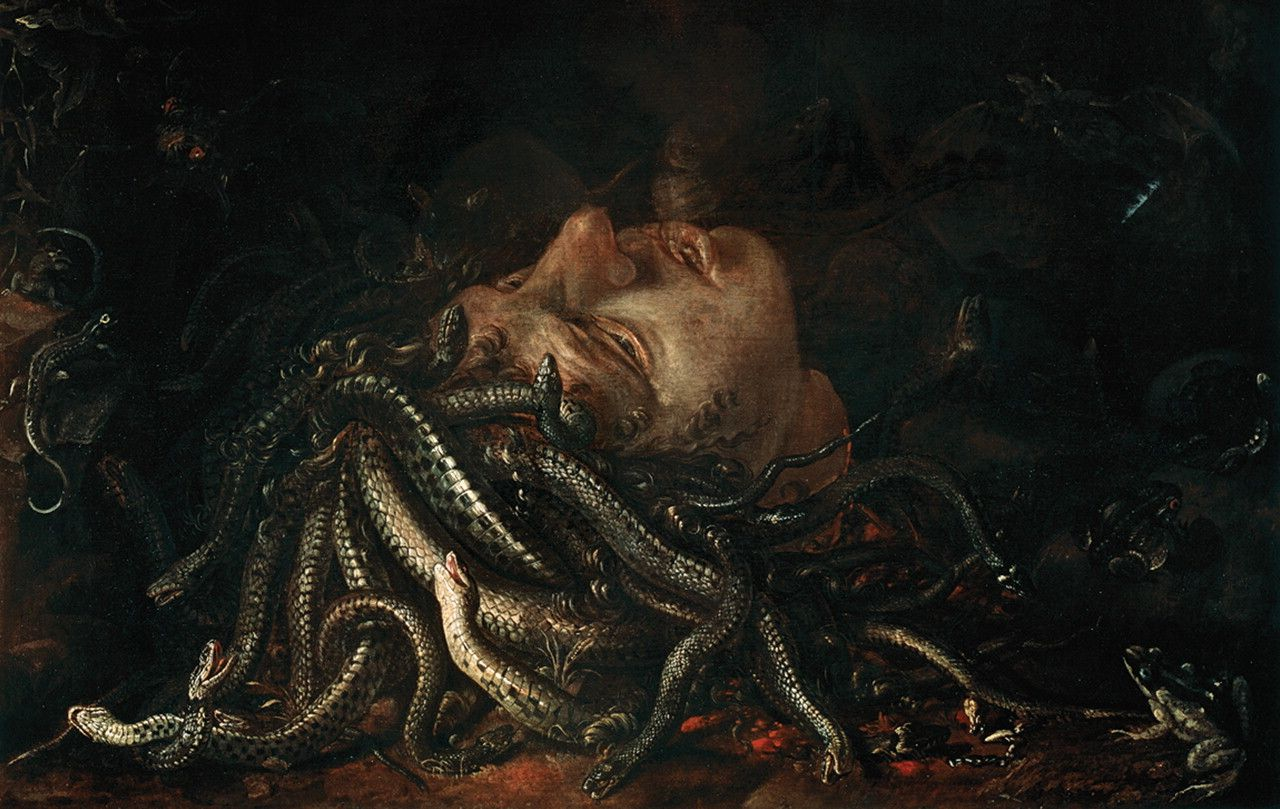
Capul Meduzei, pictor flamand, cca. 1600, Galeria Uffizi, probabil o copie a operei lui Leonardo

În 1782, biograful lui Leonardo, Luigi Lanzi, în timp ce căuta picturile sale în Uffizi, a descoperit o reprezentare a capului Meduzei pe care a atribuit-o eronat lui Leonardo, bazându-se pe descrierea lui Vasari despre a doua versiune a subiectului realizată de Leonardo:
„I-a venit ideea de a picta o imagine în ulei a capului unei Meduze, cu capul împodobit cu o încolăcire de șerpi, cea mai ciudată și extravagantă invenție care ar putea fi imaginată, dar, fiind o lucrare ce necesita timp, a rămas neterminată, așa cum s-a întâmplat cu aproape toate lucrurile sale. Este printre rarele opere de artă din Palatul Ducelui Cosimo...”
Lanzi și-a rezumat opinia despre noua descoperire în descrierea sa despre galeria florentină:
„În cele din urmă, a doua zi, se vede capul Meduzei cu șerpi atât de realist încât face credibil ceea ce citim despre Vinci; unde, într-o pictură produsă astfel, se vedea frica și fuga; ceva care nu face mai puțină onoare picturii moderne decât au făcut strugurii lui Zeuxis pentru caii lui Apelles... Cu toate acestea, lucrarea lipsește de finisajul final, la fel ca majoritatea lucrărilor lui Vinci.”
În perioada Romantismului, așa-zisa lucrare a lui Leonardo a câștigat multă laudă. Gravurile de pagină întreagă, produse pentru prima dată în Florența în 1828, s-au răspândit în toată Europa, făcând pictura una dintre cele mai populare din corpusul de lucrări al lui Leonardo. În 1851, Jean Baptiste Gustave Planche a declarat: „Nu ezit să spun că în Meduza de la Uffizi se află germenele a ceea ce admirăm în Gioconda de la Louvre”.
Până în 1868, Walter Pater (în Renașterea) a subliniat Meduza ca fiind una dintre cele mai captivante lucrări ale lui Leonardo. În secolul al XX-lea, Bernard Berenson și alți critici de seamă au contestat atribuirea picturii de la Uffizi lui Leonardo. Acum se crede că este o lucrare a unui pictor flamand anonim, activ în jurul anului 1600.